# Unplugged (Eric-Clapton-Album)
Unplugged ist das fünfte Solo-Livealbum des britischen Rock- und Blues-Musikers Eric Clapton. Es wurde am 16. Januar 1992 in Bray nahe Windsor aufgenommen und am 18. August 1992 unter Reprise- und Duck Records veröffentlicht. Es ist Claptons erfolgreichstes Album, verkaufte sich mehr als 26 Millionen Mal und erhielt bei den Grammy Awards 1993 sechs Auszeichnungen, davon drei in den wichtigsten Hauptkategorien. Unplugged ist eines der kommerziell erfolgreichsten Alben der Welt und unter jenen Alben das einzige Livealbum.

## Hintergrund
Clapton schrieb in seiner Autobiografie, dass er Unplugged eigentlich nicht veröffentlichen wollte: „Ich war einfach nicht richtig warm damit geworden, und so sehr ich selbst Spaß daran gehabt hatte, alle diese Songs zu spielen, fand ich nicht, dass man sich das anhören könne. Aber dann kam das Album heraus und wurde zum größten Bestseller meiner Karriere, was mal wieder zeigt, wie viel ich von Marketing verstehe.“
Das Unplugged-Konzert ist ein Teil der MTV-Unplugged-Reihe. Die Songs wurden von Clapton für das Konzert akustisch neu interpretiert, teilweise fast bis zur Unkenntlichkeit (beispielsweise Layla), wofür er sowohl Kritik als auch Anerkennung erntete. Die Videoaufzeichnung des Konzerts wurde von MTV und 3sat (Pop Around the Clock) ausgestrahlt und wird auf DVD verkauft. Die Titel Circus Left Town und My Father’s Eyes wurden erst auf dem Album Pilgrim als Studioversion veröffentlicht. Clapton verwendete für die Aufnahmen seine Gitarren Martin 000-35 und die 1977 gefertigte Juan Alvarez.

## Weitere Veröffentlichungen
In Argentinien erschien eine Musikkassette mit dem spanischen Titel Desconectado.
Am 15. Oktober 2013 erschien ein Re-Release des Albums, Unplugged Deluxe. Das Album besteht aus den ursprünglichen 14 Titeln, die nachbearbeitet wurden, sowie sechs vorher nicht veröffentlichten Titeln. Die DVD beinhaltet sowohl eine verbesserte Version des Originalkonzerts als auch mehr als 60 Minuten unveröffentlichte Probenaufnahmen. Es erreichte Platz 1 in den USA.

## Titelliste
| Nr.          | Titel                                     | Autor(en)                                  | Länge |
| ------------ | ----------------------------------------- | ------------------------------------------ | ----- |
| 1.           | Signe                                     | Eric Clapton                               | 3:13  |
| 2.           | Before You Accuse Me                      | Bo Diddley                                 | 3:44  |
| 3.           | Hey Hey                                   | Big Bill Broonzy                           | 3:16  |
| 4.           | Tears in Heaven                           | Eric Clapton, Will Jennings                | 4:36  |
| 5.           | Lonely Stranger                           | Eric Clapton                               | 5:27  |
| 6.           | Nobody Knows You When You’re Down and Out | Jimmy Cox                                  | 3:49  |
| 7.           | Layla                                     | Eric Clapton, Jim Gordon                   | 4:46  |
| 8.           | Running on Faith                          | Jerry Lynn Williams                        | 6:30  |
| 9.           | Walkin’ Blues                             | Robert Johnson                             | 3:37  |
| 10.          | Alberta                                   | Traditional, arr. Huddie William Ledbetter | 3:42  |
| 11.          | San Francisco Bay Blues                   | Jesse Fuller                               | 3:23  |
| 12.          | Malted Milk                               | Robert Johnson                             | 3:36  |
| 13.          | Old Love                                  | Eric Clapton, Robert Cray                  | 7:52  |
| 14.          | Rollin’ and Tumblin’                      | Muddy Waters                               | 4:12  |
| Gesamtlänge: | Gesamtlänge:                              | Gesamtlänge:                               | 61:43 |

## Auszeichnungen
| Jahr | Organisation      | Auszeichnung                                      | Werk      | Resultat  | Quelle |
| ---- | ----------------- | ------------------------------------------------- | --------- | --------- | ------ |
| 1992 | Guitar World      | Die Besten Gitarren-Alben des Jahres 1992         | Unplugged | Platz 9   | [ 9 ]  |
| 1992 | Musikexpress      | Die Besten Alben des Jahres 1992                  | Unplugged | Platz 8   | [ 10 ] |
| 1993 | NARAS             | Grammy Award for Best Male Rock Vocal Performance | Unplugged | Gewonnen  | [ 11 ] |
| 1993 | NARAS             | Grammy Award for Album of the Year                | Unplugged | Gewonnen  | [ 12 ] |
| 1993 | NARAS             | Grammy Award for Best Rock Song                   | Layla     | Gewonnen  | [ 13 ] |
| 1993 | NCTA              | CableACE Award                                    | Unplugged | Nominiert | [ 14 ] |
| 2000 | Q                 | Besten britische Alben                            | Unplugged | Platz 71  | [ 15 ] |
| 2005 | Musikexpress      | Die besten Alben der 90er                         | Unplugged | Platz 32  | [ 16 ] |
| 2006 | Billboard-Magazin | 300 weltweit meistverkauften Alben                | Unplugged | Platz 43  | [ 17 ] |

## Rezeption
Allmusic-Kritiker Stephen Thomas Erlewine beschreibt das Album als „enormen Erfolg“ und lobte Claptons Darbietung und Spontanität. Weiter findet Erlewine, dass die Veröffentlichung einen guten und schnellen Einblick in Claptons „musikalische DNA“ gebe. Abschließend vergab er 4.5 der 5 möglichen Bewertungseinheiten für das Album. Kritiker Greg Kot der Chicago Tribune schrieb, dass das Album „keine Rückkehr zu alter Form, aber ein Marketingtriumph“ sei. Er vergab 2.5 von 4 Sternen. Los Angeles Times-Journalist Steve Hochman beschreibt die Erscheinung als Claptons „passioniertestes Album seit Jahren“. Hochman vergab 3 von 4 möglichen Bewertungseinheiten und bewertete das Album mit „Gut“. Entertainment-Weekly-Kritiker Steve Simels bezeichnete die Aufnahme als „charmant“ und lobte die „richtige Mischung aus Blues-Standards“ und neuen „Clapton-Songs“. Er vergab die Note „A-“ für Unplugged. Musikjournalist Robert Christgau vergab die Note „B-“ für das Album. Die Kritiker der Musikwebsite warr.org vergaben 2,5 von 4 Sternen für das Album. David Bowling von blogcritics.org bezeichnet das Livealbum als eine „unverzichtbare Veröffentlichung“. Reviewer von ultimate-guitar.com vergaben 10 Punkte für den Sound, 10 für die Liedtexte sowie 10 Punkte für den Gesamteindruck des Albums und zeichneten Unplugged mit der Höchstpunktzahl von 30 aus.

## Kommerzieller Erfolg

### Chartplatzierungen
In Deutschland belegte die Veröffentlichung Platz drei der Albumcharts und verblieb drei Wochen auf der Höchstposition. Zwischen 1992 und 1994 war das Album insgesamt 73 Wochen am Stück in den deutschen Charts vertreten. Mit Unterbrechungen platzierte es sich insgesamt 75 Wochen in den Charts. Im Jahr 1992 wurden mehr als 250.000 Einheiten des Albums in Deutschland verkauft, bis 1993 mehr als 500.000 Einheiten und bis 1994 mehr als eine Million Einheiten. Im Jahr 2006 wurde das Album mit einer fünffachen Goldenen Schallplatte für mehr als 1.250.000 Verkäufe ausgezeichnet. Damit gehört das Album zu den meistverkauften durch den BVMI zertifizierten Musikalben in Deutschland.
| ChartsChartplatzierungen       | Höchstplatzierung | Wochen |
| ------------------------------ | ----------------- | ------ |
| Deutschland (GfK)              | 3 (75 Wo.)        | 75     |
| Österreich (Ö3)                | 3 (46 Wo.)        | 46     |
| Schweiz (IFPI)                 | 3 (49 Wo.)        | 49     |
| Vereinigte Staaten (Billboard) | 1 (139 Wo.)       | 139    |
| Vereinigtes Königreich (OCC)   | 2 (101 Wo.)       | 101    |

| ChartsJahrescharts (1992)      | Platzierung |
| ------------------------------ | ----------- |
| Deutschland (GfK)              | 40          |
| Österreich (Ö3)                | 25          |
| Schweiz (IFPI)                 | 25          |
| Vereinigte Staaten (Billboard) | 36          |
| Vereinigtes Königreich (OCC)   | 48          |

| ChartsJahrescharts (1993)      | Platzierung |
| ------------------------------ | ----------- |
| Deutschland (GfK)              | 4           |
| Österreich (Ö3)                | 7           |
| Schweiz (IFPI)                 | 7           |
| Vereinigte Staaten (Billboard) | 3           |
| Vereinigtes Königreich (OCC)   | 16          |

### Auszeichnungen für Musikverkäufe

#### Album
| Land/Region                  | Auszeichnungen für Musikverkäufe (Land/Region, Auszeichnung, Verkäufe) | Verkäufe    |
| ---------------------------- | ---------------------------------------------------------------------- | ----------- |
| Argentinien (CAPIF)          | 2× Platin (engl.) · + 2× Platin (span.)                                | 240.000     |
| Australien (ARIA)            | 8× Platin                                                              | 560.000     |
| Belgien (BRMA)               | 2× Platin                                                              | 100.000     |
| Brasilien (PMB)              | Platin                                                                 | 700.000     |
| Chile (IFPI)                 | Gold                                                                   | 15.000      |
| Dänemark (IFPI)              | 3× Platin                                                              | 60.000      |
| Deutschland (BVMI)           | 5× Gold                                                                | 1.250.000   |
| Europa (IFPI)                | 3× Platin                                                              | (3.000.000) |
| Finnland (IFPI)              | Gold                                                                   | 45.034      |
| Frankreich (SNEP)            | 2× Platin                                                              | 600.000     |
| Italien (FIMI)               | 2× Platin (1992) · + Gold (2021)                                       | 225.000     |
| Irland (IRMA)                | Platin                                                                 | 30.000      |
| Japan (RIAJ)                 | 4× Platin                                                              | 800.000     |
| Kanada (MC)                  | Diamant                                                                | 1.000.000   |
| Mexiko (AMPROFON)            | Platin                                                                 | 250.000     |
| Neuseeland (RMNZ)            | 12× Platin                                                             | 180.000     |
| Niederlande (NVPI)           | 4× Platin                                                              | 400.000     |
| Österreich (IFPI)            | 2× Platin                                                              | 100.000     |
| Polen (ZPAV)                 | Gold                                                                   | 50.000      |
| Schweden (IFPI)              | Platin                                                                 | 100.000     |
| Schweiz (IFPI)               | 2× Platin                                                              | 100.000     |
| Spanien (Promusicae)         | 4× Platin                                                              | 400.000     |
| Südkorea (KMCA)              | —                                                                      | 200.000     |
| Thailand (TECA)              | Platin                                                                 | 50.000      |
| Vereinigte Staaten (RIAA)    | Diamant                                                                | 10.000.000  |
| Vereinigtes Königreich (BPI) | 4× Platin                                                              | 1.200.000   |
| Insgesamt                    | 5× Gold · 63× Platin · 2× Diamant ·                                    | 18.655.034  |

Hauptartikel: Eric Clapton/Auszeichnungen für Musikverkäufe

#### Videoalbum
| Land/Region                  | Auszeichnungen für Musikverkäufe (Land/Region, Auszeichnung, Verkäufe) | Verkäufe |
| ---------------------------- | ---------------------------------------------------------------------- | -------- |
| Brasilien (PMB)              | Gold                                                                   | 25.000   |
| Frankreich (SNEP)            | Platin                                                                 | 20.000   |
| Neuseeland (RMNZ)            | 2× Platin                                                              | 10.000   |
| Vereinigte Staaten (RIAA)    | Platin                                                                 | 200.000  |
| Vereinigtes Königreich (BPI) | Gold                                                                   | 25.000   |
| Insgesamt                    | 2× Gold · 4× Platin ·                                                  | 280.000  |